# Vladimir Pyshnenko
Vladimir Pyshnenko (Rostov del Don, Rusia, 25 de marzo de 1970) es un nadador ruso retirado especializado en pruebas de estilo libre, donde consiguió ser subcampeón olímpico en 1996 en los 4 x 100 metros libres.

## Carrera deportiva
En las Olimpiadas de Barcelona 1992, representando al Equipo Unificado, ganó el oro en los relevos 4x200 metros libre, y plata en 4 x 100 metros libre y 4 x 100 metros estilos.
Cuatro años después, en los Juegos Olímpicos de Atlanta 1996 ganó la medalla de plata en los relevos de 4 x 100 metros libre, con un tiempo de 3:17.06 segundos, tras Estados Unidos y por delante de Alemania.